# سپاتو
سپاتو (به ایتالیایی: Ceppato) یک منطقهٔ مسکونی در ایتالیا است که در Casciana Terme Lari واقع شده‌است. سپاتو ۱۰۴ نفر جمعیت دارد و ۲۳۰ متر بالاتر از سطح دریا واقع شده‌است.